# خرچنگ‌های گل‌نشین
خرچنگ‌های گِل‌نشین (نام علمی: Xanthidae) نام یک تیره از فروراسته خرچنگ است.